# Дівакарасена
Дівакарасена (д/н — 385/390) — номінальний правитель Праварапури в 385/390—405/410 роках.

## Життєпис
Відомостей про нього обмаль. Походив з династії Вакатака. Старший син магараджи Рудрасени II і Прабхаватігупти, доньці магараджахіраджи Чандрагупти II. Замолоду призначається ювараджею (спадкоємцем).
Втім після смерті батька через молодість не пройшов церемонію отримання трону і титулу магарджи. Панувала його мати, навіть після досягнення Дівакарасеною повноліття. В усіх знайдених написах в цей час його продовжували титулувати ювараджею. Помер між 405 і 410 роками. Його брат Дамодарасена отримав вже реальну владу.